# (8602) Oedicnemus
(8602) Oedicnemus est un astéroïde de la ceinture principale.

## Description
(8602) Oedicnemus est un astéroïde de la ceinture principale. Il fut découvert le 16 octobre 1977 à l'observatoire Palomar par Cornelis Johannes van Houten, Ingrid van Houten-Groeneveld et Tom Gehrels. Il présente une orbite caractérisée par un demi-grand axe de 2,40 UA, une excentricité de 0,13 et une inclinaison de 8,1° par rapport à l'écliptique.
Il est nommé d'après l'oiseau Œdicnème criard.

## Compléments